# 彭本用
彭本用（1467年—？），字汝玉，號古井，江西吉安府安福縣人，民籍，明朝政治人物。

## 生平
江西鄉試第十名舉人。正德十二年（1517年）中式丁丑科會試第一百八十名，登第二甲第五十八名進士。刑部观政，授夷陵州知州，升南兵部员外，晋郎中，出为湖广汉阳府知府，致仕。

## 家族
曾祖彭翔高，曾任義官；祖父彭箴省；父彭惟正，母周氏。永感下。弟本厚、本亮。